# ويليام إتش. بيترز
ويليام إتش. بيترز هو محامي وسياسي أمريكي، (و. 1825  م). انتخب عضو جمعية ولاية ويسكونسن ‏.